# Турнше
Турнше (словен. Turnše) — поселення в общині Домжале, Осреднєсловенський регіон, Словенія. 
Висота над рівнем моря: 345,9 м.